# Kolonie (Gemeinde Berndorf)
Kolonie ist eine Siedlung in der Stadtgemeinde Berndorf im Bezirk Baden in Niederösterreich. Sie steht unter Denkmalschutz (Listeneintrag).
Die Siedlung, eine ehemalige Bergarbeitersiedlung, befindet sich südlich von Berndorf an der L4020. Sie wurde 1919 als Wohnsiedlung für die Bergleute des Grillenberger Braunkohlebergbaus im Heimatstil errichtet.